# 미카셰비치
미카셰비치(벨라루스어: Микашэвичи, 러시아어: Микашевичи 미카셰비치[*], 폴란드어: Mikaszewicze 미카셰비체[*])는 벨라루스 브레스트 주에 위치한 도시로 인구는 13,800명(2006년 기준)이다.

시 문장